# Mühlsteine aus Glimmerschiefer

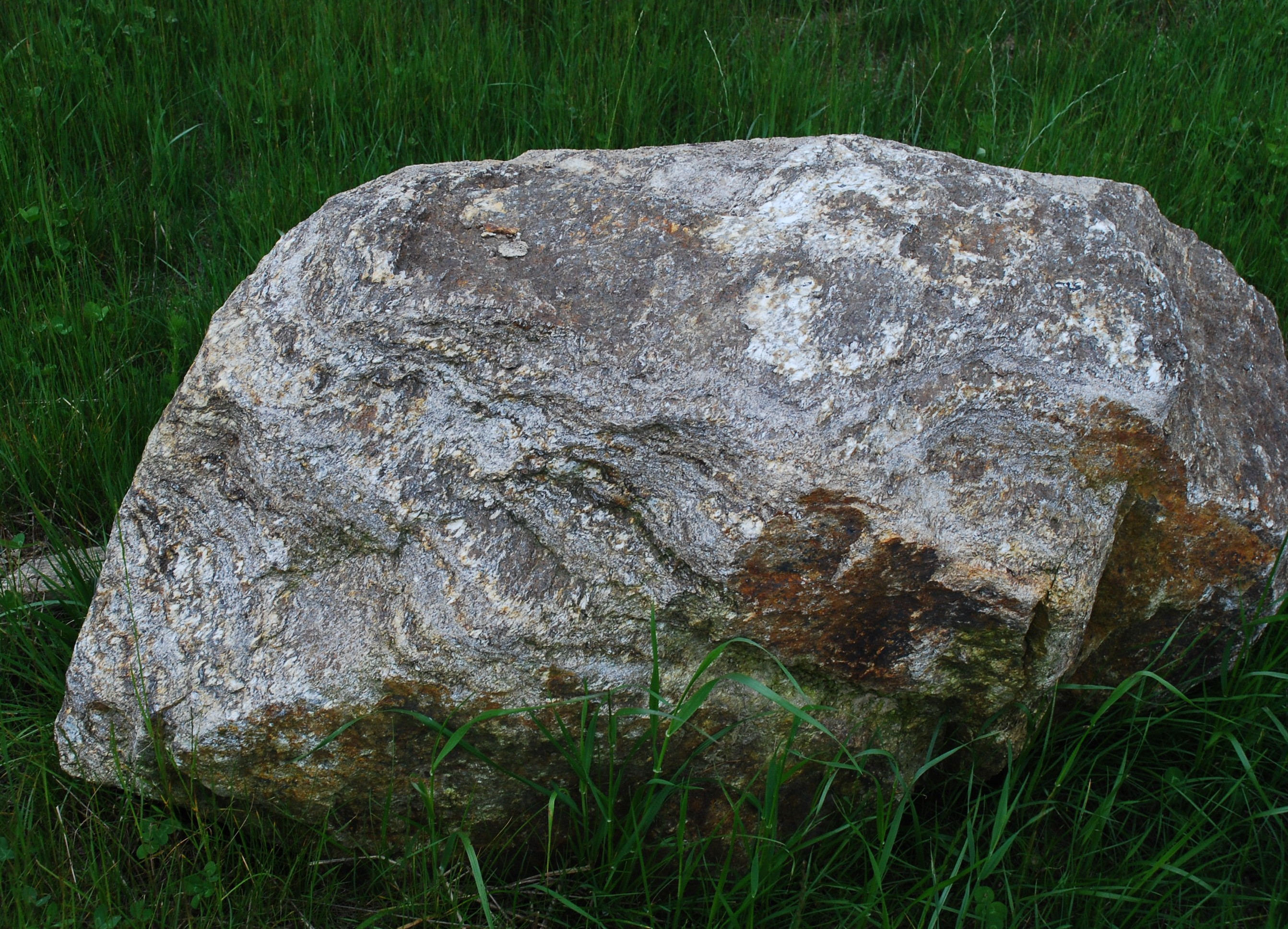
Glimmerschiefer

Mühlsteine aus Glimmerschiefer, mit der für diese Steine aus Glimmerschiefer bestehenden Besonderheit eingelagerter harter Kristalle (zum Beispiel Staurolith) sind häufig in den ältesten Schichten mittelalterlicher dänischer Mühlen gefunden worden. Ähnliche Mühlsteinfunde sind aus dem niederösterreichischen Kamptal bekannt, wobei die im Glimmerschiefer eingelagerten Minerale der Granatgruppe die Mahlzähne bildeten. Die Eigenschaft dieser Mühlsteine liegt darin, dass sie nicht, wie andere regelmäßig geschärft werden müssen, wobei die radialen Nuten entstehen. 

## Fundorte
- Im Handelsort Sebbersund am Limfjord kommt um 1000 erster Glimmerschiefer vor.[1]
- Im mitteljütländischen Vejerslev wurde diese Steinart bei der Ausgrabung einer Wassermühle entdeckt, die zwischen 1175 und 1230 betrieben wurde.
- Genau ermittelt werden konnte der Bau der Ødis Mølle, die 1341 einen Mühlstein aus norwegischem Glimmer erhielt und über 140 Jahre betrieben, zwischen 1485 und 1486 umgebaut wurde und heute im Haderslev Museum steht.
- Bei der Wassermühle Hulpiberen, unweit des Hammelvej (Str. No 457) bei Tovstrup in Jütland wurden die norwegischen Mühlsteinreste bei der Ausgrabung zusammen mit solchen aus schonischem Sandstein und lokalen Steinarten vorgefunden. Die Mühle lag westlich von Aarhus an der Lyngsbygårds Å. (56° 10′ 8,3″ N, 9° 50′ 16,2″ O)
- Im niederösterreichischen Altenhof wurde ein frühmittelalterlicher Mühlsteinbruch gefunden, dessen Entstehung einem slawischen Fürstenbesitz im 9. Jahrhundert zugeordnet wird (48° 32′ 45,2″ N, 15° 41′ 30,4″ O)